# Ambrosini SAI.207
Ambrosini SAI.207 là một loại máy bay tiêm kích đánh chặn hạng nhẹ, được phát triển ở Italy trong Thế chiến thứ hai. Nó trang bị 1 động cơ 750 hp Isotta-Fraschini Delta. Chỉ có 14 chiếc được chế tạo.

## Phát triển
SAI.207 được phát triển từ Ambrosini SAI.7 sau khi khái niệm về máy bay tiêm kích hạng nhẹ được chứng minh với mẫu thử Ambrosini SAI.107, đây là một loại máy bay thể thao một tầng cánh. Steffanuti thiết kế máy bay với cấu trúc nhẹ và vũ trang nhẹ để có thể dùng động cơ nhẹ hơn mà không làm giảm hiệu năng của máy bay.
Mẫu thử đầu tiên hoàn thành và bay vào tháng 8 năm 1940 với tên gọi SAI.107, đây là một phát triển máy bay tiêm kích với thay đổi tối thiểu từ loại SAI.7, với kích thước giống hệt nhau, ngoài chiều dài là 8,02 m (26,31 ft) và động cơ 402,7 kW (540 hp) Isotta-Fraschini Gamma. Trọng lượng mẫu thử của SAI.107 chỉ là 1.000 kg (2.205 lb), nó đạt vận tốc 563 km/h (350 mph) trong các cuộc thử nghiệm diễn ra tại cơ sở nghiên cứu Guidonia và cho thấy khả năng cơ động rất tốt. SAI.107 đã gặp tai nạn và bị phá hủy, làm chết phi công lái máy bay là Arturo Ferrarin vào ngày 18 tháng 7 năm 1941.
Thêm 2 mẫu thử tiêm kích khác được chế tạo với tên gọi SAI.207, bay lần đầu vào mùa xuân năm 1941 và 1942.

## Quốc gia sử dụng
Italy
- Regia Aeronautica

## Tính năng kỹ chiến thuật (SAI.207)
Italian Civil and Military aircraft 1930-1945

### Đặc điểm riêng
- Tổ lái: 1
- Chiều dài: 8,0963 m (26 ft 6,75 in)
- Sải cánh: 9,004 m (29 ft 6,5 in)
- Chiều cao: 2,87 m (9 ft 5 in)
- Diện tích cánh: 13,90 m2 (149,6 sq ft)
- Trọng lượng rỗng: 1.750 kg (3.858 lb)
- Trọng lượng cất cánh tối đa: 2.415 kg (5.324 lb)
- Động cơ: 1 × Isotta-Fraschini Delta

### Hiệu suất bay
- Vận tốc cực đại: 641 km/h; 346 kn (398 mph)
- Vận tốc hành trình: 489 km/h; 264 kn (304 mph)
- Tầm bay: 850 km; 459 nmi (528 mi)
- Trần bay: 12.000 m (39.370 ft)
- Vận tốc lên cao: 13,25 m/s (2.608 ft/min)

### Vũ khí
- Súng: 2 khẩu súng máy Breda-SAFAT 12,7 mm (0.500 in)